# Laua-an (Antique)
Laua-an is een gemeente in de Filipijnse provincie Antique op het eiland Panay. Bij de laatste census in 2007 had de gemeente bijna 24 duizend inwoners.

## Geografie

### Bestuurlijke indeling
Laua-an is onderverdeeld in de volgende 40 barangays:
| - Bagongbayan - Banban - Bongbongan - Cabariwan - Cadajug - Canituan - Capnayan - Casit-an - Guinbanga-an - Guiamon - Guisijan - Igtadiao - Intao - Jaguikican | - Jinalinan - Lactudan - Latazon - Laua-an - Leon - Liberato - Lindero - Liya-liya - Lugta - Lupa-an - Magyapo - Maria - Mauno | - Maybunga - Necesito - Oloc - Omlot - Pandanan - Paningayan - Pascuala - Poblacion - San Ramon - Santiago - Tibacan - Tigunhao - Virginia |

## Demografie
Laua-an had bij de census van 2007 een inwoneraantal van 23.808 mensen. Dit zijn 550 mensen (2,4%) meer dan bij de vorige census van 2000. De gemiddelde jaarlijkse groei komt daarmee uit op 0,32%, hetgeen lager is dan het landelijk jaarlijks gemiddelde over deze periode (2,04%).